# Madecorphnus punctatus
Madecorphnus punctatus är en skalbaggsart som beskrevs av Frolov 2010. Madecorphnus punctatus ingår i släktet Madecorphnus och familjen Orphnidae. Inga underarter finns listade i Catalogue of Life.